# Premio Nacional de Música de Cuba
El Premio Nacional de Música es un premio cubano instituido en el año 1997 y otorgado por el Instituto Cubano de la Música. Este premio se le otorga a los músicos cubanos, vivos y residentes en Cuba por el conjunto de su obra en los campos de la creación y la interpretación. Forma parte de los Premios Nacionales de Cuba.

## Lista de premiados
| Año  | Premiado                              |
| ---- | ------------------------------------- |
| 2017 | José Luis Cortés                      |
| 2016 | Enrique Alberto Bonne Castillo        |
| 2015 | Beatriz Márquez Castro                |
| 2015 | Guido López-Gavilán                   |
| 2014 | Leonardo Acosta Sánchez               |
| 2014 | Sergio Vitier García Marruz           |
| 2013 | César Pedroso Fernández               |
| 2013 | Ángel Adriano Rodríguez Bolaños       |
| 2012 | Roberto Arturo Carcassés Cuza         |
| 2011 | Wilfredo Salvador Naranjo Verdecia    |
| 2010 | Francisco Leonel Amat Rodríguez       |
| 2009 | Teresa Fernández García               |
| 2008 | Juan Adalberto Cecilio Álvarez Zayas  |
| 2007 | Martha Emilia Valdés González         |
| 2006 | Omara Portuondo Peláez                |
| 2006 | Digna Guerra Ramírez                  |
| 2006 | María Teresa Linares Savio            |
| 2006 | Federico Arístides Soto Alejo         |
| 2006 | Roberto Valera Chamizo                |
| 2006 | Juana Rivero Casteleiro               |
| 2005 | Pablo Milanés Arias                   |
| 2005 | María Antonieta Henríquez González    |
| 2005 | Rosalía Palet Bonavia                 |
| 2005 | Francisco Fernández Tamayo            |
| 2004 | Narciso César Portillo de la Luz      |
| 2004 | Adolfo A. Fernández González          |
| 2004 | Jorge Luis Prats Soca                 |
| 2004 | Alfredo Diez Nieto                    |
| 2004 | Silvio Rodríguez Domínguez            |
| 2003 | Juan Climaco Formell Cortina          |
| 2003 | Luis Mariano Carbonell Pullés         |
| 2003 | Celina González Zamora                |
| 2003 | Manuel Duchesne Cuzán                 |
| 2003 | Domingo Faustino Aragú Rodríguez      |
| 2003 | Lázaro Ross                           |
| 2002 | Juan Pedro Blanco Rodríguez           |
| 2002 | Harold Gramatges Leyte-Vidal          |
| 2001 | Eduardo Ricardo Egües Martínez        |
| 2001 | Esther María de la Caridad Borja Lima |
| 2001 | Electo Silva Gaínza                   |
| 1998 | Dionisio Jesús Valdés Rodríguez       |
| 1998 | Juan Leovigildo Brouwer Mezquida      |
| 1997 | Isaac Noel Nicola Romero              |

## Fuente
- Ecured.cu

- Datos: Q56318465